# Parti communiste révolutionnaire de Côte d'Ivoire
Pour les articles homonymes, voir Parti communiste révolutionnaire.
 (août 2020).
Si vous disposez d'ouvrages ou d'articles de référence ou si vous connaissez des sites web de qualité traitant du thème abordé ici, merci de compléter l'article en donnant les références utiles à sa vérifiabilité et en les liant à la section « Notes et références ».
Le Parti communiste révolutionnaire de Côte d'Ivoire (PCRCI) est un parti politique communiste de Côte d'Ivoire.

## Positionnement et dirigeant
À l'échelle extérieure, il participe à la Conférence internationale des partis et organisations marxistes-léninistes (Unité et lutte), réseau international de partis communistes marxistes-léninistes favorables à la ligne du Parti du Travail d'Albanie sous la direction de Enver Hoxha. Officiellement, il lutte pour une Révolution prolétarienne. Depuis 1990, il est dirigé par Achy Ekissi. En juin 2004, son domicile personnel a été saccagé par des militants se réclamant de la Fédération estudiantine et scolaire de Côte d'Ivoire (FESCI), une organisation proche du pouvoir,,,.

## Mouvement de jeunesse associé
La Jeunesse Communiste de Côte d'Ivoire (JCOCI), est un mouvement politique de la jeunesse en Côte d'Ivoire, l'aile de la jeunesse du Parti Communiste Révolutionnaire de Côte d'Ivoire. Le 24 juin 2004, le secrétaire général de la JCOCI, Habib Dodo, a été assassiné par un membre de la Fédération estudiantine de Côte d'Ivoire (FESCI),. 